# Erika Buenfil
Erika Buenfil, nome artístico de Teresa de Jesús Buenfil López (Monterrey, Nuevo León, 23 de novembro de 1963), é uma atriz, cantora e apresentadora de televisão mexicana.

## Biografia

### Início da carreira
Buenfil começou sua carreira no show business aos 11 anos de idade. Sua primeira aparição em telenovela foi em 1977 em Acompáñame. Em seguida, novos trabalhos surgiram,  como em Ambición, ao lado de Edith González; Conflictos de un médico ao lado de Victoria Ruffo. Um papel de seus primeiros destaques foi Cristina del Junco na telenovela El derecho de nacer, em 1981, que deu à Buenfil uma exposição internacional como uma jovem atriz. Em 1983, ela desempenhou o papel de Vicky de Martino em El maleficio. O sucesso da novela deu Buenfil seu primeiro papel de protagonista em 1985, em Angelica, onde interpretou o personagem-título. Neste ponto, ela se tornou reconhecível na América Latina graças ao seu sucesso em novelas e apresentando o programa mexicano XE-TU. No ano seguinte, em 1986, Buenfil estrelou El engaño, ao lado de Frank Moro, Guillermo García Cantú e Luz María Jerez.

### Amor en silencio
Dois anos depois, em 1988, Buenfil apareceu em Amor en silencio. Este foi seu terceiro papel de protagonista e o mais memorável. Ela interpretou dois personagens; Marisela na primeira fase e Ana na segunda fase da telenovela. Seus principais pares românticos eram Arturo Peniche e Omar Fierro. Amor en silencio, produzida por Carla Estrada, tornou-se um hit instantâneo devido ao elenco e à história bem escrita. No entanto, seu personagem foi morto em uma reviravolta surpresa durante um episódio. A história continuou com o enredo progredindo 12 anos depois, e surgiu com Buenfil reaparecendo na história, agora interpretando a filha adolescente de seu antigo personagem assassinado.
Amor en silencio foi a telenovela mais premiada do ano, obtendo o prêmio de Melhor Telenovela e Melhor Atriz por Erika Buenfil nos prêmios TVyNovelas de 1989. Durante esse tempo, a popularidade de Érika cresceu e seu status como atriz de telenovela estava no auge. Ela fez aparições em muitas revistas de entretenimento e em programas de TV.

### Década de 1990
Depois de seu sucesso com Amor en silencio, Buenfil tirou alguns anos de férias das telenovelas antes de retornar em 1991 em Vida robada ao lado de Sergio Goyri e Cynthia Klitbo. A telenovela teve sucesso, mas depois que terminou, Érika desapareceu dos holofotes novamente. Em 1993, ela estava sendo cotada para o papel principal de Monica na novela épica Corazón salvaje, mas o papel foi para Edith González. Então, à Érika foi oferecida o papel de antagonista da trama, "Aimee", mas ela recusou inicialmente. Em 1996, Buenfil admitiu no El Show de Cristina que ela havia recusado o papel porque queria ser a estrela e não queria aceitar um papel secundário. Ela disse que mudou de ideia no fim de semana, mas quando ligou para o produtor José Rendón, foi informada de que o papel já havia sido dado à atriz Ana Colchero.
A Buenfil começou a achar difícil receber novos papéis. Entre os papéis que ela cobiçava estava o protagonista de Morir dos veces, outra produção de José Rendon, estrelada por Eduardo Palomo (o astro masculino de Corazón salvaje). Mais uma vez, Buenfil acabou perdendo uma parte porque Palomo estava pressionando por sua esposa, a quase desconhecida atriz Carina Ricco, para estrelar a novela. Foi um fracasso instantâneo.

### Marisol
No final de 1995, Érika estava ausente das telas da TV há mais de quatro anos. No entanto, sua fortuna mudou quando ela foi à Televisa para pedir um melhor tratamento na empresa. Sua voz foi ouvida e o produtor Juan Osorio queria que ela estrelasse sua próxima produção  Marisol, junto com Eduardo Santamarina, em seu primeiro papel principal. Para a surpresa de muitos, Marisol foi um grande sucesso com o público, graças à grande química entre os atores principais. Era uma história típica do tipo "Cinderela", criticada por muitos, mas que trouxe muito sucesso. O sucesso da telenovela foi tanto que Érika e Santamarina realizaram uma turnê promocional de vários países da América Latina.

### Tres Mujeres
Após o sucesso de Marisol, Buenfil fez teatro, fez uma aparição especial na telenovela protagonizada por sua amiga Laura Flores, El alma no tiene color, e recebeu vários roteiros, inclusive estrelando La usurpadora, grande sucesso de 1998. Ela recusou e o papel foi para a venezuelana Gabriela Spanic.
No ano seguinte, em 1999, Buenfil se viu protagonizando o elenco da novela Tres mujeres, onde dividiu o protagonismo com Norma Herrera e Karyme Lozano , em seus primeiros papéis principais. Embora a Televisa tenha colocado a novela em um horário fora do horário nobre, Tres Mujeres forneceu melhor audiência do que produções de horário nobre da rede. O programa cobriu questões tabu anteriores na TV latino-americana, como a homossexualidade e o adultério. O papel de Bárbara também foi a primeira vez que Buenfil interpretou uma mulher madura que cometeu infidelidade. Devido ao sucesso da novela, o elenco de Tres Mujeres foi solicitado a continuar trabalhando na novela, apesar das filmagens terem terminado. Eventualmente, a novela durou mais de oito meses (a maioria dura pouco mais de quatro meses).

### Anos 2000
Em 2000, teve uma participação especial na novela infantil Carita de ángel. Em 2001, começou a trabalhar em uma nova novela, Así son ellas. Originalmente, Victoria Ruffo também foi escolhida para trabalhar na novela, mas começou a controvérsia sobre quem levaria o primeiro faturamento e, eventualmente, Ruffo se retirou do projeto. A novela não foi muito bem-sucedida em parte por causa do difícil horário da tarde nos Estados Unidos e porque a Televisa não a promoveu bem, atrasando mais de um ano para apresentá-la no México, sendo transmitida às oito da noite em 2002.
Em 2004, Buenfil estrelou Corazones al límite. Esta telenovela foi memorável porque reuniu as estrelas de Amor en silencio como amantes pela primeira vez em 16 anos. Nesse mesmo ano Buenfil também teve um pequeno papel como um vilã em Amarte es mi pecado. Em 2006, teve um papel importante como a mãe da protagonista em Duelo de pasiones, produzida pelo produtor de Marisol, Juan Osorio, e estrelada por Ludwika Paleta e Pablo Montero. Em 2008, ela se juntou ao elenco de outra telenovela de Osório, Tormenta en el paraiso. Em 2010, ela teve um papel secundário em Triunfo del Amor. Este papel foi o último de Buenfil antes de retornar aos papéis principais.

### Anos 2010
Em junho de 2012, após uma exaustiva batalha pelo papel principal na telenovela Amores verdaderos, Erika Buenfil foi escolhida como a heroína. Isso marcou seu retorno como protagonista de uma telenovela depois de oito anos sem ter um papel principal. Seu último caso foi em Corazones al límite em 2004. Outras atrizes que disputaram pelo papel foram Rebecca Jones, Victoria Ruffo, Maribel Guardia e Olivia Collins.
Amores verdaderos estreou no horário nobre para altas classificações no México. Devido ao seu sucesso, a rede estendeu sua execução até maio de 2013. Pelo papel de Victoria Balvanera Gil de Brizz, Buenfil ganhou o Prêmio TVyNovelas de melhor atriz protagonista.
Em 2014, Buenfil voltou à televisão com um papel de co-protagonista em La gata. Em 22 de agosto de 2015, ela se apresentou no Symphony Broadway Theatre, atuando como Fabiola em Infidelidades ao lado de Laura Flores, Alfredo Adame, Natasha Dupeyrón e Omar Fierro.
Em 2015, Buenfil retornou à televisão com um papel de coadjuvante em A que no me dejas, um remake da telenovela que ela havia liderado 26 anos antes, Amor en silencio. Ela se reuniu com Arturo Peniche, que foi seu parceiro na telenovela de sucesso que estrelou em 1989.
Em 2017 participou da telenovela La doble vida de Estela Carrillo onde interpretou o papel de Mercy.
Regressou ao Teatro com a obra El Padre compartindo cenário com Ignacio López Tarso, Sergio Basáñez, Lucero Lander, Lisardo Guarinos e um grande elenco.

## Vida pessoal
Em 2005, Buenfil se tornou mãe, tendo dado à luz Nicolás De Jesús. A controvérsia se seguiu quando a imprensa pressionou-a a mencionar o nome do pai da criança, que ela se recusou a fazer.
Ela apareceu em muitos programas de TV, como Cristina e Don Francisco Presenta, onde falou sobre as dificuldades em ser mãe solteira na indústria de TV, mas disse que estava passando o momento mais feliz de sua vida sendo mãe de seu filho.
Em 10 de julho de 2007, a mãe de Erika Buenfil, Maria Martha, morreu após complicações de uma doença rara que afetou seu coração.
Buenfil revelou que o pai de seu filho é filho do ex-presidente mexicano Ernesto Zedillo. Quando perguntada sobre como o relacionamento dela com o pai de seu filho é: "Ele não existe. Não sabe onde ele está, ele não sabe nada".

## Filmografia

### Telenovelas
| Ano       | Título                             | Personagem                                            |
| --------- | ---------------------------------- | ----------------------------------------------------- |
| 2024      | Fugitivas, en busca de la libertad | Martha Pineda "La Superiora"                          |
| 2023      | Perdona nuestros pecados           | Estela Cáceres León de Quiroga                        |
| 2021-2022 | Vencer el pasado                   | Carmen Medina de Cruz                                 |
| 2021      | La mexicana y el güero             | Dra. Mónica Traven                                    |
| 2020      | Te doy la vida                     | Andrea Espinoza de Villaseñor                         |
| 2019      | Por amar sin ley 2                 | Camila Balcázar de Alcocer                            |
| 2015–2016 | A que no me dejas                  | Angélica Medina                                       |
| 2014      | La gata                            | Blanca Rafaela Sanches da Santa Cruz "Perla, a louca" |
| 2012-2013 | Amores verdaderos                  | Victoria Balvanera Gil de Brizz                       |
| 2010-2011 | Triunfo del Amor                   | Antonieta Orozco                                      |
| 2009-2010 | Mar de amor                        | Casilda de Bricenho                                   |
| 2008      | Mañana es para siempre             | Montserrat Rivera de Elizalde                         |
| 2007-2008 | Tormenta en el paraíso             | Patsy Sandoval                                        |
| 2007      | Amor sin maquillaje                | Laura                                                 |
| 2006      | Duelo de pasiones                  | Soledad Fuentes de Montellano                         |
| 2004      | Corazones al límite                | Pilar de la Reguera                                   |
| 2004      | Amarte es mi pecado                | Gisela López Monfort                                  |
| 2002-2003 | Así son ellas                      | Dalia Marcelín                                        |
| 2000-2001 | Carita de ángel                    | Policarpia Zambrano                                   |
| 1999-2000 | Tres mujeres                       | Bárbara Uriarte Espinoza                              |
| 1997      | El alma no tiene color             | Diana Alcántara                                       |
| 1996      | Marisol                            | Marisol Garcés del Valle / Verónica Soriano           |
| 1991-1992 | Vida robada                        | Gabriela Durán / Leticia Avelar                       |
| 1988      | Amor en silencio                   | Marisela Ocampo / Ana Silva                           |
| 1986      | El engaño                          | Marcela                                               |
| 1985      | Angélica                           | Angélica Estrada                                      |
| 1983-1984 | El maleficio                       | Virginia "Vicky" Ayala Peralta                        |
| 1981-1982 | El derecho de nacer                | Cristina del Junco                                    |
| 1980-1981 | Aprendiendo a amar                 | Natalia Peñaralda                                     |
| 1980      | Ambición                           |                                                       |
| 1980      | Conflictos de un médico            |                                                       |
| 1979      | Añoranza                           |                                                       |
| 1979      | El amor llegó más tarde            |                                                       |
| 1979      | Lágrimas negras                    | Verónica                                              |
| 1979      | La llama de tu amor                |                                                       |
| 1978      | Acompáñame                         |                                                       |

### Programas de TV
| Ano       | Título                       | Personagem                         | Notas                                |
| --------- | ---------------------------- | ---------------------------------- | ------------------------------------ |
| 2020      | Esta historia me suena 3     | Amanda                             | Episódio 1: "Esta historia me suena" |
| 2016      | Doble sentido                | Vários personagens                 |                                      |
| 2009      | Los simuladores              | Sra. Valdéz                        | Episódio: "El baquetón"              |
| 2008      | Desmadruga2                  | Vários personagens                 |                                      |
| 2008      | Hoy                          | Apresentadora convidada            |                                      |
| 2008      | La rosa de Guadalupe         | Yolanda / Cielo                    | Dois episódios                       |
| 2005      | Don Francisco presenta       | Convidada                          |                                      |
| 2004      | Big Brother México           | Convidada                          |                                      |
| 2003      | La hora pico                 | Convidada                          |                                      |
| 1996      | Prêmio TVyNovelas            | Apresentadora                      |                                      |
| 1990-2003 | Mujer, casos de la vida real | Patricia Ramírez / Martha Carolina |                                      |
| 1985      | ¿Qué nos pasa?               | Caixa incompetente                 |                                      |
| 1982      | Xe-Tu                        | Apresentadora                      |                                      |

### Filmes
| Ano  | Título                    | Personagem            |
| ---- | ------------------------- | --------------------- |
| 1981 | El sexo de los ricos      | Garota na Motocicleta |
| 1982 | Cosa fácil                | Amiga de Elena        |
| 1985 | Cementerio del terror     | Lena                  |
| 1989 | Cita con la muerte        | Julieta               |
| 1990 | Ladrones de tumbas        | Rebeca de la Huerta   |
| 1992 | El prófugo                | Karla                 |
| 2003 | La hora pico: El reventón | Vários personagens    |
| 2014 | Of Boys and Planes        | Mãe                   |

## Teatro
- Terapia divina (2019)[10]
- El padre (2017) - Ana[11]
- Infidelidades (2015) - Fabiola[12]
- Volver al amor (2013) - Shirley (Monólogo)[13][14]
- Mujer busca hombre impotente para ser feliz (2011) - Sandra (Monólogo)
- 2 mujeres en pugna (2009) - Presidenta del jurado
- Una cena con movida reapertura II (2009) - Dora
- Una cena con movida reapertura I (2006) - Dora
- 5mujeres.com (2002-2004)
- Alta seducción (2001) - Truddy
- Una viuda sin sostén (1999)
- Madre solo hay una (1996)
- Una cena con movida (1995) - Dora
- Demasiado para una noche (1992-1993)
- La Cenicienta (1984)
- Como tú lo deseas (1983)
- Nuestro amor de cada día (1982)

## Discografia
- Despertar al amor (1985) (Single con el tema de la telenovela "Angélica")
- Se busca un corazón (1986) Producido por Honorio Herrero
- Perdóname (1986) (Single con el tema de la telenovela "Cicatrices del Alma")
- Soy mujer (1987)
- Cerca de ti (1990) Producido por Oscar Athie

## Prêmios e Indicações

### Prêmio TVyNovelas
| Ano  | Categoria                 | Telenovela                       | Resultado |
| ---- | ------------------------- | -------------------------------- | --------- |
| 1983 | Melhor apresentadora      | XE-TU                            | Venceu    |
| 1984 | Melhor revelação feminina | El maleficio                     | Indicado  |
| 1986 | Melhor atriz protagonista | Angélica                         | Indicado  |
| 1989 | Melhor atriz jovem        | Amor en silencio                 | Venceu    |
| 1992 | Melhor atriz protagonista | Vida robada                      | Indicado  |
| 1997 | Melhor atriz protagonista | Marisol                          | Indicado  |
| 2000 | Melhor atriz protagonista | Tres mujeres                     | Indicado  |
| 2014 | Melhor atriz protagônica  | Amores verdaderos                | Venceu    |
| 2018 | Melhor atriz coadjuvante  | La doble vida de Estela Carrillo | Indicado  |

### Prêmios Bravo
| Ano  | Categoria                 | Telenovela        | Resultado |
| ---- | ------------------------- | ----------------- | --------- |
| 2014 | Melhor atriz protagonista | Amores verdaderos | Venceu    |

### Reconhecimentos
- Reconhecimento da Associação Nacional de Locutores do México[17]
- Prêmio Global Quality Foundation 2016[18]
- Prêmio à Mulher 2011[19]